# Río Valdeazogues
El río Valdeazogues es un río del centro de la península ibérica perteneciente a la cuenca hidrográfica del Guadiana, que discurre por la provincia de Ciudad Real (España).

## Curso
El río Valdeazogues nace entre las sierra de Alcudia y la sierra de la Graja, en el término municipal de Almadén. Discurre en sentido este-oeste a lo largo de unos 68 km a través de los términos de Valdeazogues, Almadenejos y Almadén, donde desemboca en el río Guadalmez poco antes de la desembocadura de este en el embalse de la Serena. En su curso se hallan los embalses de Entredicho y Castilseras.
Presenta una acusada estacionalidad, pasando gran parte de la época estival prácticamente seco, quedando reducido muchas veces a
grandes pozas dispersas, repartidas a lo largo de todo su cauce.

## Flora y fauna
Un largo tramo del río Valdeazogues, así como de sus afluentes los ríos Alcudia, Quejigal o Quejigares y Fresnedillas, forman parte de la Zona Especial de Conservación (ZEC) "Ríos Quejigal, Valdeazogues y Alcudia". En el ecosistema fluvial de esta ZEC pueden encontrarse galerías arbóreas (fresnedas), galerías y orlas arbustivas (saucedas, tamujares, tarayales y espinares), herbazales y pastizales de acarreos fluviales y distintas clases de vegetación esciófila, helofítica, acuática y anfibia.
Desde un punto de vista ictiológico, en la ZEC encontramos una especie de la familia Blenniidae (pez fraile) y cinco especies de la  familia de Cyprinidae: jarabugo, boga de río, calandino, barbo comizo y pardilla, todas ellas especies endémicas de la península ibérica o con una distribución aun más restringida, como es el caso del jarabugo, especie endémica de la cuenca del Guadiana y de la subcuenca del Bembézar (en la cuenca del Guadalquivir), que se encuentra catalogada como en peligro de extinción.